# WY Гидры
WY Гидры (лат. WY Hydrae) — тройная звезда в созвездии Гидры на расстоянии приблизительно 1299 световых лет (около 398 парсек) от Солнца.
Пара первого и второго компонентов — двойная затменная переменная звезда типа W Большой Медведицы (EW). Фотографическая звёздная величина звезды — от +11,2m до +10,4m. Орбитальный период — около 0,716 суток (17,184 часа).
Открыта Альфредом Дженшем в 1934 году**.

## Характеристики
Первый компонент — белая звезда спектрального класса A6, или A5-7V. Масса — около 1,92 солнечной, радиус — около 1,98 солнечного, светимость — около 13,63 солнечной. Эффективная температура — около 6253 K.
Второй компонент — белая звезда спектрального класса A6, или A7. Масса — около 1,86 солнечной, радиус — около 1,98 солнечного, светимость — около 13,53 солнечной. Эффективная температура — около 7910 K.
Третий компонент — красный карлик спектрального класса M. Масса — около 0,18 солнечной. Орбитальный период — около 95,4 года.